# Rivarennes (Indre)
Rivarennes település Franciaországban, Indre megyében. Lakosainak száma 491 fő (2022. január 1.). Rivarennes Chitray, Luzeret, Nuret-le-Ferron, Oulches, Saint-Gaultier és Thenay községekkel határos.

## Népesség
A település népessége az elmúlt években az alábbi módon változott:
| Lakosok száma | 646  | 508  | 536  | 558  | 591  | 571  | 566  | 528  | 509  | 491  |
|               | 1968 | 1982 | 1990 | 2006 | 2013 | 2015 | 2017 | 2019 | 2020 | 2022 |